# Grigorij Saprykin
Grigorij Dawydowicz Saprykin (ros. Григорий Давыдович Сапрыкин, ur. 12 października 1905 w Sulinie w Obwodzie Wojska Dońskiego, zm. 23 czerwca 1967 tamże) – radziecki działacz partyjny i państwowy, I sekretarz Komitetu Obwodowego WKP(b) w Czelabińsku (1940-1942).
Od 1925 członek RKP(b)/WKP(b), 1932 ukończył Moskiewski Instytut Stali, 1932-1938 był głównym inżynierem i szefem Wydziału Kadr Sulińskiego Zakładu Metalurgicznego, 1938-1939 zastępca przewodniczącego Komitetu Wykonawczego Rostowskiej Rady Obwodowej. W 1939 III sekretarz, od 1939 do lutego 1940 II sekretarz, a od lutego 1940 do 4 stycznia 1942 I sekretarz Czelabińskiego Komitetu Obwodowego WKP(b), następnie pracował w KC WKP(b). Dyrektor Zakładu Metalurgicznego w Jenakijewie, 1950 dyrektor Zakładu Metalurgicznego w Krasnym Sulinie, we wrześniu 1956 wykluczony z partii. Był odznaczony Orderem Czerwonego Sztandaru Pracy.